# Gaetano Vastola
Gaetano "Corky" Vastola (nacido el 20 de mayo de 1928) es un mafioso de Nueva Jersey, Estados Unidos, que llegó a ser capitán de la familia criminal DeCavalcante en Nueva Jersey.

## Magnate del disco
En 1946, Vastola fue arrestado por robo en la ciudad de Nueva York. Fue condenado y recibió una sentencia suspendida y libertad condicional porque era un delincuente juvenil.
En sus primeros años, Vastola fue promotor de conciertos de los cantantes Ray Charles y Aretha Franklin, y compañero de golf del actor y cantante Sammy Davis Jr.. Copropietario de Roulette Records, Vastola fue el compositor de varios éxitos de doo-wop de las décadas de 1950 y 1960, como la canción "Lily Maebelle" de The Valentines, la canción "You Baby You" de The Cleftones y la canción "Hey Girl" de The Wrens. Durante este periodo, Vastola también se dedicó a la falsificación de discos musicales, lo que le reportó unos beneficios de 500.000 dólares. En 1960, Vastola fue condenado por delitos relacionados con marcas registradas y recibió una sentencia suspendida de un año. El Internal Revenue Service (IRS) también multó a Vastola con 215 dólares por no declarar sus ingresos ilegales.

## Actividades delictivas
En 1965, Vastola fue detenido por robo y hurto. En 1969, Vastola y el mafioso Daniel "Danny" Annunziata habían exigido un pago de extorsión de 20.000 dólares a los operadores de un juego de dados ilegal en Trevose, Pensilvania. Los operadores apelaron la demanda al jefe de DeCavalcante Sam DeCavalcante, quien supuestamente redujo la demanda a 12.000 dólares más una comisión de negociación de 3.800 dólares. En marzo de 1972, Vastola fue declarado culpable de extorsionar a los operadores del juego de dados y condenado a 30 meses de prisión. La condena de Vastola fue anulada posteriormente. En 1980, Vastola se había convertido en capitán de la familia, dirigiendo una banda de mafiosos en Union County, Nueva Jersey. Vastola mantenía una estrecha relación de trabajo con Jimmy Rotondo, jefe del ala neoyorquina de la familia, con base predominantemente en Brooklyn (hasta la muerte de este último).

## Plan para el asesinato de Vastola
En 1987, Vastola fue enviado a la cárcel por agredir a un ejecutivo de una compañía discográfica que se negó a sus demandas de extorsión. Durante su estancia en el Metropolitan Correction Facility de Manhattan. Vastola compartió celda con el jefe de la familia criminal Gambino John Gotti. Tras pasar un tiempo con Vastola, Gotti se convenció de que Vastola se convertiría en testigo del gobierno en lugar de pasar tiempo en prisión. Cuando Gotti fue puesto en libertad, presionó al actual jefe DeCavalcante John Riggi para que accediera al asesinato de Vastola. En 1992, los fiscales federales acusaron a Gotti, en este nuevo caso de crimen organizado, de cinco asesinatos, entre ellos conspiración para asesinar a Vastola, usura, juego ilegal, obstrucción a la justicia, soborno y evasión de impuestos.

## Encarcelamiento y puesta en libertad
El 3 de mayo de 1988, Vastola fue declarado culpable de extorsión y dos cargos de conspiración de crimen organizado y fue condenado a 20 años de prisión. A finales de 1990, Vastola perdió su última apelación y fue enviado a prisión. En mayo de 1998, Vastola fue puesto en libertad.